# 1790 en Bretagne
 Chronologie de la Bretagne
- 1786
- 1787
- 1788
- 1789
- 1790
- 1791
- 1792
- 1793
- 1794

Cette page recense des événements qui se sont produits durant l'année 1790 en Bretagne.

## Société

### Décès
- 7 octobre à Brest : Antoine Choquet de Lindu, né le 7 novembre 1712 à Brest, ingénieur de la Marine et architecte français.